# LyddAir
LyddAir est une compagnie aérienne charter britannique basée à l'aéroport de Lydd dans le comté du Kent au Royaume-Uni. Elle exploite des services réguliers de transport de passagers, de vols charter et de fret aérien. Elle est basée à l'aéroport de Lydd.

## Histoire
Jonathan Gordon (directeur général de LyddAir) acquiert l'aéroport de Lydd en juin 1996 et un an plus tard, il crée Sky Trek Airlines en tant que filiale à 100 % de d'Atlantic Bridge Aviation, qui devient LyddAir en avril 2002. La compagnie aérienne appartient à 100 % à South East Airports et compte sept employés (en mars 2007).
Après avoir réalisé des vols charters depuis 1997 à destination du Touquet-Paris-Plage, en 2014, la compagnie britannique LyddAir assure une ligne régulière entre l'aéroport du Touquet-Côte d'Opale - Lydd-Aéroport du Kent, du vendredi au dimanche toute l'année, fréquentée principalement par des golfeurs.
En janvier 2018, la compagnie aérienne met fin aux vols réguliers et se concentre uniquement sur les vols charters.

## Flotte
En avril 2016, la flotte LyddAir comprend les 5 avions légers suivants :
| Aircraft                 | In Fleet |
| ------------------------ | -------- |
| Piper Chieftain PA31-350 | 3        |
| Beechcraft B200 King Air | 1        |
| Beech Jet 400A           | 1        |
| Total                    | 5        |